# Caiman cocodril
El caiman cocodril (Caiman yacare) és una espècie de caiman endèmic de les regions subtropicals i tropicals de Sud-amèrica, de color marró i coberts de taques fosques, els mascles creixen fins a una longitud total (inclosa la cua) de 2-3 m  i pesen al voltant de 40-50 kg; mentre que les femelles creixen fins a 1,4 m  de llarg i uns 15-20 kg.

## Descripció
C. yacare és un caiman de mida mitjana, de color marró. Els exemplars mascles creixen fins a 2-3 m de longitud total (inclosa la cua) i fins a 58 kg de pes. Les femelles són molt més petites, amb una longitud total adulta de14 m  i un pes de 14-23 kg.:7 La longitud del musell–vent (SVL) mitjana de les cries és de 1,249 cm per a les femelles i de 1,284 cm per als mascles. National Geographic ha descrit els individus joves com "no sembla més que llavors minúscules i transportades pel vent que suren entre els joncs a la vora d'una llacuna a L'interior remot del Brasil." Basat en un estudi del creixement de múltiples exemplars al Pantanal de 1987 a 2013, ambdós sexes tenen uns 50 cm  SVL als cinc anys. Als 15 anys, majoritàriament han acabat de créixer, les dones tenen un SVL d'uns 20 cm  i els homes de més de 100 cm  SVL. L'estudi també va demostrar que els individus tenen una variació significativa en les seves taxes de creixement.
Les marques fosques es distribueixen pel cos; més notablement, la seva mandíbula inferior està coberta de tres a cinc taques. Té un musell llis, de llargada mitjana i ample. Té grumolls a les parpelles i una carena corbada entre els ulls.:7 Té osteoderms a les escates, una característica també present en el caiman d'ulleres. Té una mitjana de 74 dents, amb 5 premaxil·lars, 14–15 maxil·lars i 17–21 mandibulars.:7 Aquesta característica fa que les seves dents siguin més destacades i s'ha comparat amb les piranyas, que ha establert el nom comú "caiman piranha".